# Woman (album de Justice)
Albums de Justice
Access All Arenas
(2013) Woman Worldwide
(2018)
Singles
1. Safe and Sound
Sortie : 13 juin 2016
2. Randy
Sortie : 14 septembre 2016
3. Alakazam !
Sortie : 21 octobre 2016
4. Fire (Radio Edit)
Sortie : 18 novembre 2016

Woman est le troisième album du groupe de musique électronique français Justice, sorti en France le 18 novembre 2016 chez Ed Banger Records et Because Music. Après 5 ans d’attente, Justice revient avec l’album Woman. Savant mélange entre disco, pop et quelques sons plus impulsifs (Heavy Metal et Chorus), Woman constitue une sorte d’hommage à toutes les femmes que l’on rencontre dans sa vie.

## Réceptions
Woman reçoit un bien meilleur accueil que Audio, Video, Disco, qui pour certains avaient 10 ans de retard. Avec cet album, Justice renoue avec le succès de la sortie de Cross (2007). Woman donnera par la suite lieu à un quatrième album studio, Woman Worldwide, composé des remixes de toute la discographie de Justice.

## Liste des chansons
| 1.    | Safe and Sound | 5:45 |
| 2.    | Pleasure       | 4:16 |
| 3.    | Alakazam !     | 5:12 |
| 4.    | Fire           | 5:34 |
| 5.    | Stop           | 4:57 |
| 6.    | Chorus         | 7:09 |
| 7.    | Randy          | 6:38 |
| 8.    | Heavy Metal    | 4:31 |
| 9.    | Love S.O.S     | 5:04 |
| 10.   | Close Call     | 5:08 |
| 54:10 |                |      |

Notes
- Chant de Morgan Phalen sur "Pleasure" & "Randy"
- Chant de Romuald sur "Fire" & "Love S.O.S"
- Chant de Johnny Blake sur "Stop"